# 북구청역
북구청(대구IM뱅크파크)역(Buk-gu Office Station, 北區廳驛)은 대구광역시 서구 원대동2가 북구청네거리에 위치한 대구 도시철도 3호선의 역이다.

## 특징
부역명은 DGB대구은행파크이다. 북구청 외에는 대구도시개발공사, DGB대구은행파크, 대구오페라하우스, 침산동 등지로 시내버스 환승을 통해 연계가 가능하다
기점인 칠곡경대병원역과 정확히 11km 떨어져 있는 역이다.
1번 출구와 4번 출구는 북구 고성동3가에 있으며, 나머지 출구는 서구 원대동2가에 있다. 북구청네거리 길 건너편은 북구 노원동1가 및 침산3동이다.
경북대학교의 아침등교 셔틀버스가 칠곡방향 엘리베이터 앞에서 운행한다.

## 역 구조
2면 2선의 상대식 승강장이 있는 지상역이며, 역사 외부에서 승강장으로 직결이 가능한 엘리베이터가 양쪽으로 설치되어 있다. 승강장에 난간형 스크린도어가 설치되어 있다.

### 승강장
| 원대 ↑     |
| \| 상      |
| ↓ 달성공원 |

| 상행 | ● 대구 도시철도 3호선 | 원대·팔달시장·칠곡경대병원 방면 |
| 하행 | ● 대구 도시철도 3호선 | 달성공원·서문시장·용지 방면     |

- 대합실을 통해 반대편 승강장으로 이동이 가능하다.

## 역사
- 2013년 10월 2일 : 북구청역으로 역명 결정
- 2015년 4월 23일 : 대구 도시철도 3호선 개통과 함께 영업 개시

## 역 주변
| 나가는 곳 | 방면 |
| --------- | --- |
| 1         | 북구청 대구북부경찰서 IM뱅크 북구청지점 북부도서관 한국전력대구경북본부 대구일중학교 대구달산초등학교 북대구세무서 |
| 2         | 서구제일종합사회복지관                                                                                             |
| 3         | 달성초등학교 경일중학교                                                                                            |
| 4         | 시민운동장(야구장.축구장) KT 북대구지사 국민연금공단 서대구지사 IM뱅크 고성동지점 고성우체국 고성동행정복지센터    |

## 승차량 변동
| 노선  | 승차 인원 | 승차 인원 | 승차 인원 | 승차 인원 | 승차 인원 | 주석  |
| 노선  | 2015년    | 2016년    | 2017년    | 2018년    | 2019년    | 주석  |
| ----- | --------- | --------- | --------- | --------- | --------- | ----- |
| 3호선 | 2,830     | 3,238     |           |           | -         | [ 1 ] |

## 사진

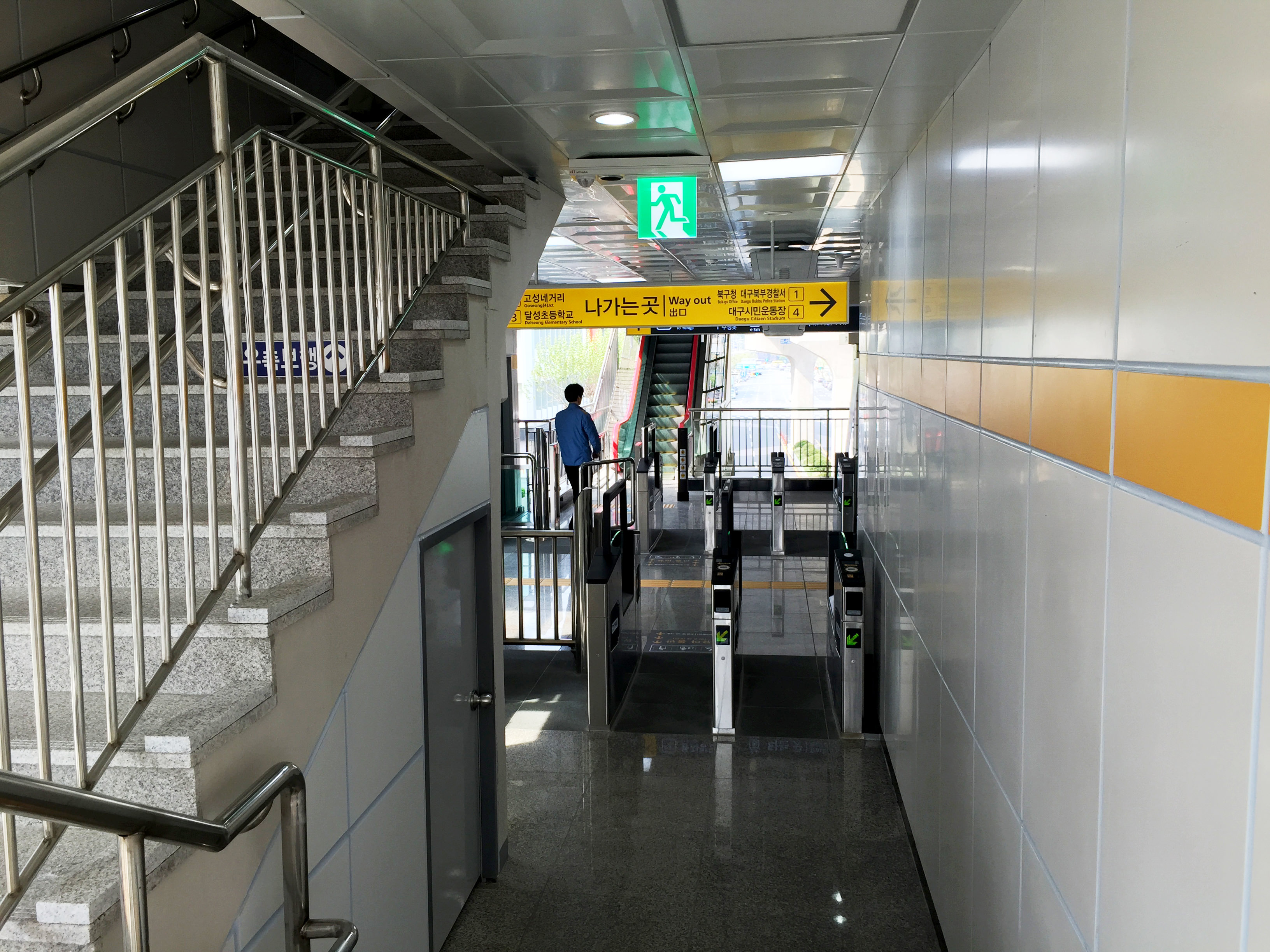
개찰구
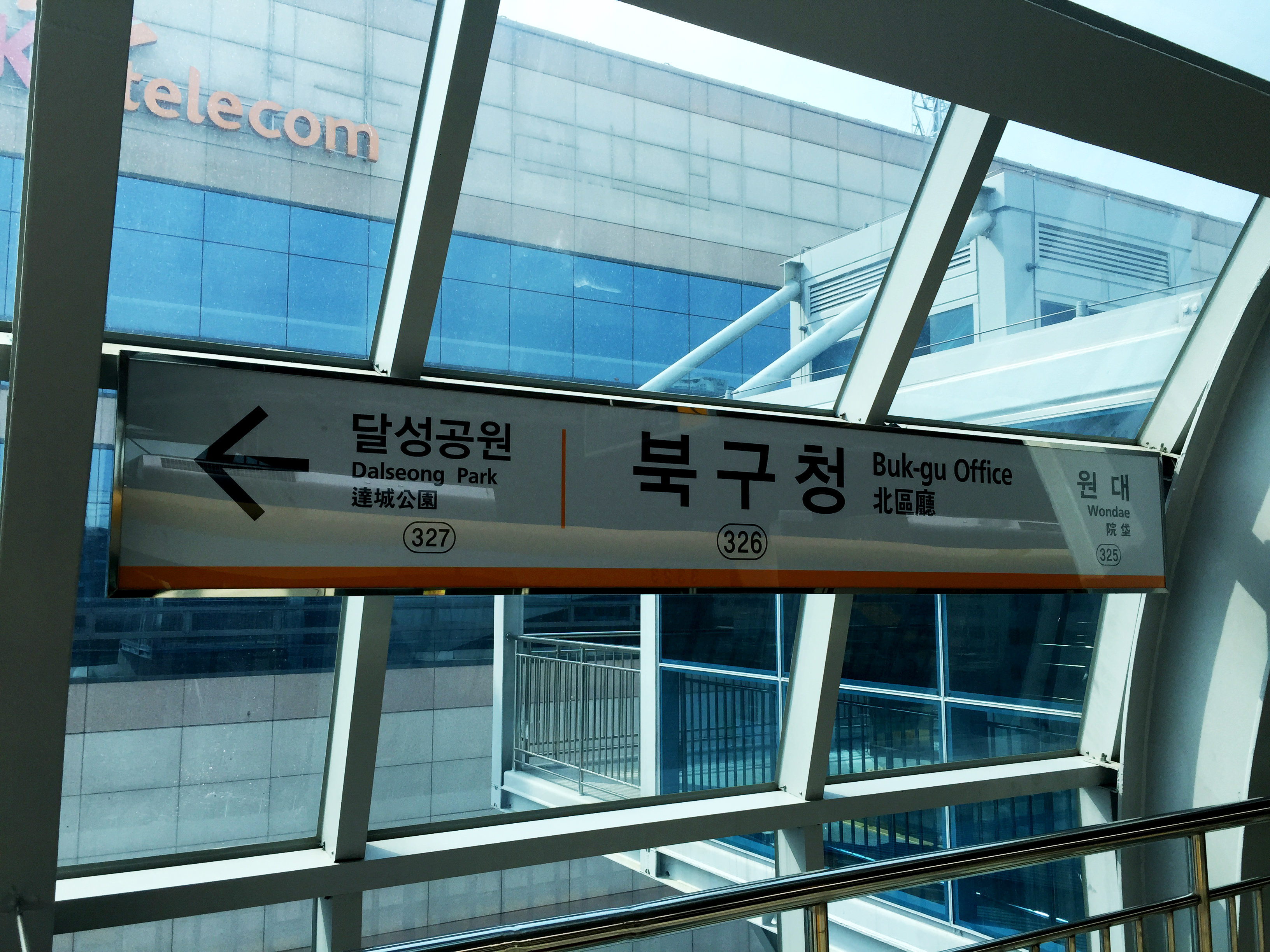
용지 방향 역명판

## 인접한 역
| 대구 도시철도 3호선        | 대구 도시철도 3호선   | 대구 도시철도 3호선    |
| -------------------------- | --------------------- | ---------------------- |
| 325 원대 칠곡경대병원 방면 | ● 대구 도시철도 3호선 | 327 달성공원 용지 방면 |